# Engstingen
Engstingen település Németországban, azon belül Baden-Württembergben. Lakosainak száma 5219 fő (2023. december 31.). Engstingen Lichtenstein, Hohenstein, Gomadingen és St. Johann községekkel határos.

## Népesség
A település népessége az elmúlt években az alábbi módon változott:
| Lakosok száma | 4679 | 5213 | 5226 | 5289 | 5215 | 5245 | 5219 |
|               | 1975 | 2015 | 2017 | 2019 | 2021 | 2022 | 2023 |